# Diocesi di San Marino-Montefeltro
La diocesi di San Marino-Montefeltro (in latino Dioecesis Sammarinensis-Feretrana) è una sede della Chiesa cattolica suffraganea dell'arcidiocesi di Ravenna-Cervia appartenente alla regione ecclesiastica Emilia-Romagna. Nel 2023 contava 59.879 battezzati su 65.608 abitanti. È retta dal vescovo Domenico Beneventi.
I patroni diocesani sono san Leo (Leone), sacerdote, e san Marino, diacono.

## Territorio
Il territorio appartiene a due diversi stati: l'Italia (suddiviso tra le regioni Emilia-Romagna e Marche) e la Repubblica di San Marino.
Oltre a tutto il territorio sammarinese, la diocesi comprende l'Alta Valmarecchia e la frazione di Pieve Corena in provincia di Rimini (per un totale di 9 comuni), la Val Foglia e la Val Conca in provincia di Pesaro e Urbino (per un totale di 11 comuni).
Sede vescovile è Pennabilli, in cui si trovano il palazzo episcopale, la cattedrale di San Leone, gli uffici di curia, il seminario vescovile, l'archivio, la biblioteca e il museo diocesano. Nel territorio sorge una basilica minore: la basilica di San Marino, nell'omonimo stato.
La diocesi è suddivisa in 81 parrocchie, di cui 69 sono in Italia e 12 nella Repubblica di San Marino.

## Storia
Il problema della residenza vescovile sorse negli ultimi trent'anni del XVI secolo. Il vescovo Sormani con l'autorizzazione di papa Pio V e la conferma di Gregorio XIII mediante la bolla Aequum reputamus del 25 maggio 1572 trasferì la sua residenza da San Leo a Pennabilli. Questa traslazione fu propugnata dal Duca di Urbino Guidobaldo della Rovere, che bramava avere il pieno dominio di San Leo, capitale anche amministrativa della contea di Montefeltro e sede di una importante fortezza, senza la presenza di ecclesiastici. Nello stesso anno 1572 un sinodo diocesano decise di accettare l'offerta di Macerata Feltria di finanziare il seminario diocesano, che sorse infatti in tale paese. Quanto ai sinodi del vescovo Sormani, essi si tennero in vari luoghi della diocesi: Sant'Agata Feltria, l'abbazia di Valle Sant'Anastasio, Pennabilli, San Marino, Macerata Feltria.
Al vescovo Sormani succedette Consalvo Duranti che, dopo aver risieduto per sette anni a Pennabilli, nel 1614 si trasferì nell'abbazia di Valle Sant'Anastasio, ma dopo altri sette anni, nel 1621, fissò la sua residenza a Macerata Feltria. Anche il vescovo Scala risiedette in diversi luoghi: dal 1643 al 1644 a Pennabilli, poi a Valle Sant'Anastasio, a Macerata Feltria e a San Marino, per fare infine ritorno a Pennabilli. Fu questo vescovo a compilare le letture proprie dell'ufficio divino di San Leone.
Negli anni settanta del XVII secolo il vescovo Buoni tentò di ristabilire la chiesa di San Leo come cattedrale della diocesi al posto della nuova cattedrale di Pennabilli, la cui costruzione era cominciata sotto il vescovo Sormani ed era proseguita sotto il vescovo Duranti. Ma questo tentativo fallì per il ricorso presentato direttamente alla Santa Sede dai cittadini di Pennabilli; il vescovo ottenne il trasferimento ad altra sede.
Il vescovo Giacomo Buoni restaurò la Cattedrale di San Leo: vi pose uno stabile trono in legno e stabilì l'erezione di sei nuovi canonicati perché la officiassero; ottenuto dal papa Clemente X il Palazzo Ducale, che divenne Apostolico, ne fece sia la sua residenza sia la sede del Tribunale vescovile. Contro questa decisione agirono i canonici pennesi facendo ricorso alla Regina di Polonia tramite il suo segretario Valentini, pennese, e il cardinale Ulderico Carpegna.
A partire dal vescovo Belluzzi è attestata la consuetudine di prendere possesso della diocesi prima in Pennabilli e poi in San Leo. Anche questo vescovo, quantunque abbia risieduto principalmente a Pennabilli, mutò spesso residenza, muovendosi in tutte le sedi già citate.
Il 25 marzo 1729 papa Benedetto XIII con il motu proprio Nuper nobis innotuit volle ripristinare come cattedrale la chiesa di San Leo e ridurre la cattedrale di Pennabilli a chiesa collegiata. Ma per l'opposizione degli abitanti di Pennabilli questa decisione non ebbe effetto.

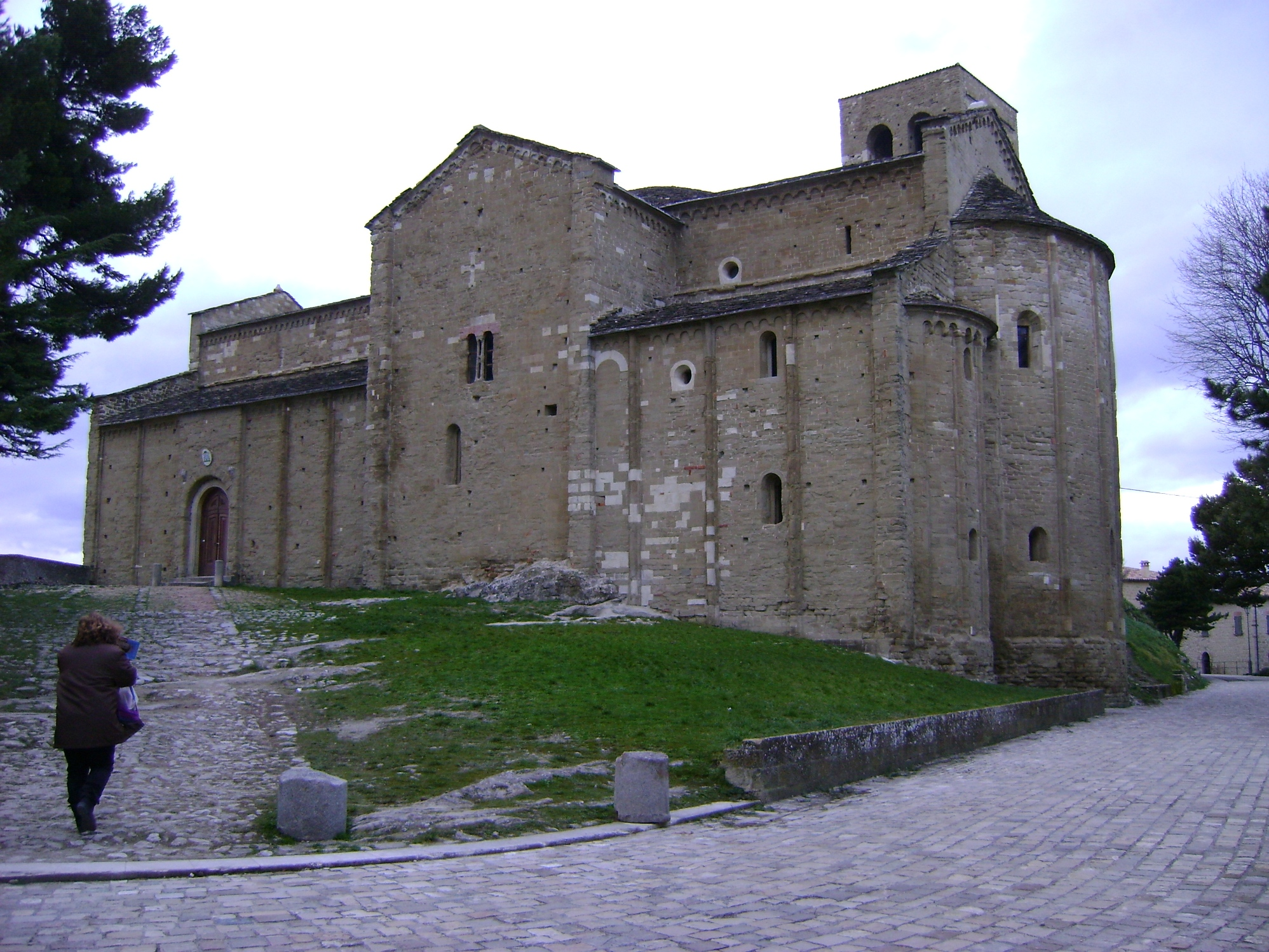
Il duomo di San Leo nell'omonima città

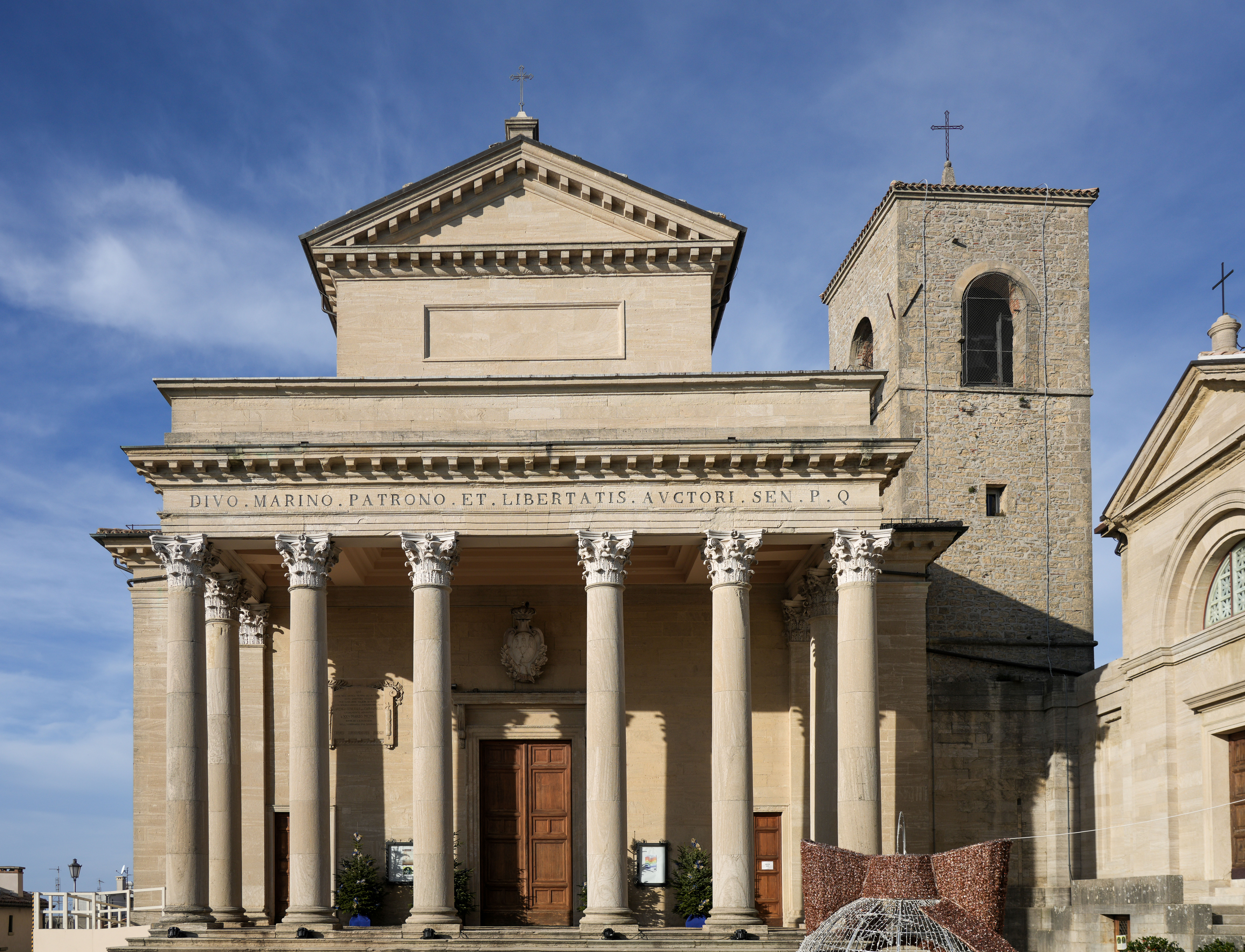
La basilica del Santo a San Marino

La diocesi di Montefeltro esisteva già nell'VIII secolo. La prima notizia risale al 785, quando Carlo Magno, con l'approvazione di papa Adriano I, la istituì come sede suffraganea all'arcidiocesi di Ravenna. La residenza del vescovo feretrano fu posta a San Leo, da cui prese il nome (il nome latino di San Leo è infatti Mons Feretri). La prima menzione di un vescovo di Montefeltro risale invece all'826, anno in cui Agatone partecipò al sinodo romano indetto da papa Eugenio II. Per tutto il IX secolo la presenza di vescovi sulla cattedra montefeltrina è ben attestata, mentre si ignora se nel secolo successivo la sede sia rimasta vacante, poiché non ci sono pervenuti i nomi dei vescovi fino ad Arduino (inizio dell'XI secolo).
Un documento del 964, all'epoca di papa Leone VIII, e uno del 7 luglio 997, durante il pontificato di papa Gregorio V, confermano che la diocesi di San Leo era suffraganea dell'arcidiocesi di Ravenna. Nel 1050 la diocesi fu sottratta all'autorità metropolitica di Ravenna, ma poi vi fu assoggettata nuovamente. Nel 1154 fu dichiarata immediatamente soggetta alla Santa Sede.
In questo periodo i vescovi esercitarono diritti feudali su San Marino, in quanto eredi di quelli degli abati del monastero fondato secondo la tradizione dallo stesso Santo, diritti che vennero poi ridotti da nuovi statuti locali, ma che rimasero significativi fino alla metà del Trecento.
Nel 1125 papa Onorio II, con la bolla Officii nostri, confermò al vescovo Pietro Carpegna tutte le giurisdizioni e i possedimenti della Chiesa di Montefeltro; questo documento è importante perché per la prima volta vengono elencate tutte le pievi, le chiese e le cappelle del territorio della diocesi.
All'inizio del XV secolo il vescovo Giovanni Seclani lasciò la residenza storica della diocesi a San Leo e la trasferì a Talamello, dove nel 1437 fece costruire un nuovo palazzo episcopale.
Il 4 giugno 1563 entrò a far parte della provincia ecclesiastica di Urbino. In quel periodo la cattedra vescovile era di nuovo tornata a San Leo.
Il 22 febbraio 1977, con il decreto Proprius dioecesis della Congregazione per i Vescovi, la diocesi ha assunto il nome attuale e ha subito alcune variazioni territoriali: ha ceduto due parrocchie alla diocesi di Sarsina e altre dieci alla diocesi di Rimini; tutte queste parrocchie si trovavano nella provincia di Forlì; ottenne dalle suddette diocesi quattro parrocchie che si trovavano in provincia di Pesaro e altre due nella Repubblica di San Marino che erano appartenute alla diocesi di Rimini. Contemporaneamente la diocesi è tornata ad essere suffraganea dell'arcidiocesi di Ravenna.
Dal 22 febbraio 1977 al 25 maggio 1995 è stata unita in persona episcopi alla diocesi di Rimini.
Dopo circa trent'anni di restauri, il 17 giugno 2000 è stata riconsacrata la cattedrale di Pennabilli; mentre l'antico duomo di San Leo, ripulito e consolidato, venne riaperto il 1º agosto 2006.
Negli ultimi decenni due papi hanno visitato la diocesi: papa Giovanni Paolo II nel settembre 1982 in visita apostolica alla Repubblica di San Marino; e papa Benedetto XVI il 19 giugno 2011 in visita pastorale alla diocesi.
Il 18 novembre 2003 la Congregazione per il culto divino e la disciplina dei sacramenti ha confermato San Marino patrono principale della diocesi.

## Cronotassi dei vescovi
Si omettono i periodi di sede vacante non superiori ai 2 anni o non storicamente accertati.

### Vescovi di Montefeltro
- Agatone † (menzionato nell'826)
- Stefano † (prima dell'853 - dopo l'861)
- Massimino † (menzionato nell'877)
- Giovanni I † (prima dell'880 - dopo l'885)
- Arduino † (prima del 1015 - dopo il 1044)
- Andolfo † (prima del 1053 - prima del 2 gennaio 1075)[7]
- Gebizone † (dopo il 2 gennaio 1075 - dopo il 1097)
- Pietro Carpegna † (menzionato nel 1125)
- Arnoldo † (prima del 1140 - dopo il 1154)
- Gualfredo o Valfrero † (menzionato nel 1172)
- Alberto † (prima del 1206 - dopo il 1208)
- Giovanni II † (prima del 1218 - 1221 o 1222)
- Rolando † (prima di giugno 1222 - dopo il 1229)
- Ugolino da Montefeltro † (prima del 1232 - 1252 deceduto)
- Giovanni III † (9 novembre 1252 - dopo il 1275)
- Roberto da Montefeltro † (prima del 1282 - dopo il 1284)
- Liberto o Uberto, O.S.B. † (prima di ottobre 1288 - 1318 deceduto)
- Benvenuto † (24 gennaio 1319 - dopo il 1347 deceduto)
- Claro Peruzzi † (21 gennaio 1350 - dopo il 1375 deceduto)
- Pietro, O.S.A. ? † (1378 - 1385 ?)
  - Pino degli Ordelaffi † (12 dicembre 1386 - 1390 nominato amministratore apostolico di Cervia) (amministratore apostolico)[8]
  - Luca Contraguerra † (4 marzo 1388 - ?) (antivescovo)[9]
- Benedetto di Salnucio, O.S.B. † (11 febbraio 1390 - dopo il 1408)
- Giovanni Seclani o Sedani, O.F.M.Conv. † (prima del 1413 - 28 settembre 1444 deceduto)
- Francesco da Chiaravalle † (20 novembre 1444 - 1450 deceduto)
- Giacomo Tebaldi † (5 giugno 1450 - 3 agosto 1458 nominato arcivescovo di Napoli)[10]
- Corrado Marcellino † (12 agosto 1458 - 6 ottobre 1458 nominato vescovo di Terracina, Sezze e Priverno)
- Giacomo da Foglia † (27 ottobre 1458 - ?)
- Roberto degli Adimari † (26 aprile 1459 - 1º ottobre 1484 dimesso)
- Celso Mellini † (1º ottobre 1484 - 1498 deceduto)
- Luca Mellini † (21 novembre 1498 - 1507 deceduto)
- Antonio Crastini, O.F.M. † (21 maggio 1507 - 11 agosto 1510 deceduto)
- Paolo Alessandri degli Strabuzzi † (11 ottobre 1510 - 15 agosto 1537 deceduto)
  - Ennio Filonardi † (12 agosto 1538 - 1549 dimesso) (amministratore apostolico)
- Ennio Massari † (29 aprile 1549 - 1565 deceduto)
- Carlo Visconti Borromeo † (6 luglio 1565 - 12 novembre 1565 deceduto)
- Gianfrancesco Sormani † (6 marzo 1566 - 1601 deceduto)
- Pietro Cartolari † (19 novembre 1601 - gennaio 1607 deceduto)
- Consalvo Durante † (19 febbraio 1607 - 10 gennaio 1643 deceduto)
- Bernardino Scala † (18 maggio 1643 - 19 gennaio 1667 deceduto)
- Antonio Possenti † (3 agosto 1667 - 12 dicembre 1671 deceduto)
- Giacomo Buoni † (8 febbraio 1672 - 28 febbraio 1678 nominato vescovo di Sutri e Nepi)
- Bernardino Belluzzi † (5 settembre 1678 - 25 settembre 1702 nominato vescovo di Camerino)
- Pietro Valerio Martorelli † (5 marzo 1703 - 18 novembre 1724 dimesso)
- Flaminio Dondi, O.F.M. † (20 novembre 1724 - 12 agosto 1729 deceduto)
- Giovanni Crisostomo Calvi, O.P. † (7 settembre 1729 - 26 aprile 1747 deceduto)
- Sebastiano Bonaiuti † (29 maggio 1747 - 27 febbraio 1765 deceduto)
- Giovanni Pergolini † (22 aprile 1765 - 17 febbraio 1777 nominato vescovo di Urbania e Sant'Angelo in Vado)
- Giuseppe Maria Terzi † (17 febbraio 1777 - 27 ottobre 1803 deceduto)
- Antonio Begni † (28 maggio 1804 - 11 giugno 1840 deceduto)
- Antonio Benedetto Antonucci † (17 dicembre 1840 - 22 luglio 1842 nominato vescovo di Ferentino)
- Salvatore Leziroli † (22 luglio 1842 - 20 gennaio 1845 nominato vescovo di Rimini)
- Martino Caliendi † (21 aprile 1845 - aprile 1849 deceduto)
- Crispino Agostinucci † (5 novembre 1849 - 26 aprile 1856 deceduto)
- Elia Antonio Alberani, O.C.D. † (16 giugno 1856 - 23 marzo 1860 nominato vescovo di Ascoli Piceno)
- Luigi Mariotti † (23 marzo 1860 - 4 aprile 1890 deceduto)
- Carlo Bonaiuti † (23 giugno 1890 - 22 giugno 1896 nominato vescovo di Pesaro)
- Alfonso Andreoli † (30 novembre 1896 - 20 dicembre 1911 nominato vescovo di Recanati)
- Raffaele Santi † (22 aprile 1912 - 15 giugno 1940 dimesso[11])
- Vittorio De Zanche † (9 agosto 1940 - 23 settembre 1949 nominato vescovo di Concordia)
- Antonio Bergamaschi † (12 dicembre 1949 - 17 aprile 1966 deceduto)
  - Sede vacante (1966-1977)[12]

### Vescovi di San Marino-Montefeltro
- Giovanni Locatelli † (22 febbraio 1977 - 12 novembre 1988 nominato vescovo di Vigevano)[13]
- Mariano De Nicolò † (8 luglio 1989 - 25 maggio 1995 dimesso)
- Paolo Rabitti (25 maggio 1995 - 2 ottobre 2004 nominato arcivescovo di Ferrara-Comacchio)
- Luigi Negri † (17 marzo 2005 - 1º dicembre 2012 nominato arcivescovo di Ferrara-Comacchio)
- Andrea Turazzi (30 novembre 2013 - 3 febbraio 2024 ritirato)
- Domenico Beneventi, dal 3 febbraio 2024

## Calendario liturgico proprio della diocesi
| Data                | Celebrazione                                        | Grado                         |
| ------------------- | --------------------------------------------------- | ----------------------------- |
| 3º venerdì di marzo | Beata Vergine Madre delle Grazie                    | Festa                         |
| 5 maggio            | San Pio V                                           | Memoria                       |
| 17 giugno           | Dedicazione della cattedrale                        | Festa Solennità in cattedrale |
| 23 luglio           | Sant'Apollinare, patrono dell'Emilia-Romagna        | Festa                         |
| 1º agosto           | San Leone, patrono della diocesi                    | Festa Solennità a San Leo     |
| 3 settembre         | San Marino, patrono della diocesi                   | Festa Solennità a San Marino  |
| 11 settembre        | Beato Domenico Spadafora                            | Memoria                       |
| 22 ottobre          | Dedicazione della propria chiesa                    | Solennità                     |
| 8 novembre          | Santi e Beati della Chiesa locale                   | Memoria                       |
| 10 dicembre         | Beata Vergine Maria di Loreto, patrona delle Marche | Festa                         |

## Statistiche
La diocesi nel 2023 su una popolazione di 65.608 persone contava 59.879 battezzati, corrispondenti al 91,3% del totale.
| anno | popolazione | popolazione | popolazione | presbiteri | presbiteri | presbiteri | presbiteri                | diaconi | religiosi | religiosi | parrocchie |
| anno | battezzati  | totale      | %           | numero     | secolari   | regolari   | battezzati per presbitero | diaconi | uomini    | donne     | parrocchie |
| ---- | ----------- | ----------- | ----------- | ---------- | ---------- | ---------- | ------------------------- | ------- | --------- | --------- | ---------- |
| 1950 | 72.000      | 72.000      | 100,0       | 166        | 126        | 40         | 433                       |         | 40        | 130       | 123        |
| 1969 | 49.780      | 49.800      | 100,0       | 119        | 89         | 30         | 418                       |         | 32        | 114       | 74         |
| 1980 | 55.250      | 55.500      | 99,5        | 92         | 68         | 24         | 600                       |         | 27        | 83        | 118        |
| 1990 | 56.500      | 57.100      | 98,9        | 81         | 54         | 27         | 697                       |         | 28        | 80        | 81         |
| 1997 | 56.810      | 57.000      | 99,7        | 82         | 52         | 30         | 692                       | 1       | 42        | 65        | 90         |
| 2000 | 57.162      | 59.470      | 96,1        | 78         | 49         | 29         | 732                       | 1       | 31        | 66        | 81         |
| 2001 | 59.000      | 59.442      | 99,3        | 79         | 52         | 27         | 746                       | 1       | 29        | 66        | 81         |
| 2002 | 61.620      | 62.271      | 99,0        | 78         | 51         | 27         | 790                       | 1       | 31        | 67        | 81         |
| 2003 | 63.130      | 65.725      | 96,1        | 76         | 49         | 27         | 830                       | 1       | 29        | 70        | 81         |
| 2004 | 60.734      | 62.590      | 97,0        | 75         | 49         | 26         | 809                       | 1       | 28        | 65        | 81         |
| 2010 | 64.004      | 67.541      | 94,8        | 81         | 58         | 23         | 790                       | 7       | 25        | 55        | 81         |
| 2014 | 65.063      | 69.000      | 94,3        | 67         | 46         | 21         | 971                       | 8       | 24        | 58        | 81         |
| 2017 | 60.253      | 66.110      | 91,1        | 49         | 31         | 18         | 1.229                     | 9       | 20        | 51        | 81         |
| 2020 | 61.401      | 65.133      | 94,3        | 58         | 43         | 15         | 1.058                     | 9       | 17        | 50        | 81         |
| 2022 | 63.112      | 66.441      | 95,0        | 65         | 46         | 19         | 970                       | 11      | 22        | 50        | 81         |
| 2023 | 59.879      | 65.608      | 91,3        | 65         | 45         | 20         | 921                       | 11      | 22        | 54        | 81         |